# Mariendorfer Sport Verein 1906 e.V.
Mariendorfer Sport Verein 1906 e.V. é uma agremiação esportiva alemã, fundada em 1906, sediada em Mariendorf, distrito de Berlim.

## História
As raízes se voltam para os antecessores Mariendorfer Ballspiel Club 1906 e Sportclub Krampe 1926, organizados por um grupo de ex-atletas do BFC Preussen. Eram pequenos clubes locais que atuavam nas ligas da cidade.
No rescaldo da Segunda Guerra Mundial as autoridades de ocupação aliadas ordenaram a dissolução de todas as organizações, incluindo as esportivas. No outono de 1945, o SG Mariendorf foi organizado por membros de vários dos antigos clubes do distrito, incluindo MBC, Krampe e o SpVgg Blau-Weiß 1890 Berlin. O time então atuou na primeira divisão, a Stadtliga ou Oberliga Berlim, até ser rebaixado em 1948. 
O SpVgg Blau-Weiss Berlin 1890 finalmente passou a jogar futebol profissional, enquanto que os outros clubes se satisfizeram com as divisões amadoras. O Krampe foi rebatizado Sport Club Mariendorf, em 1951. Em, 1985, o SCM e MBC se fundiram para formar o atual Mariendorfer Sport Verein 1906.